# خلیل کویکی
خلیل کویکی  (۱۳۴۴ در قصر شیرین - )، هنرمند نقاش و خوشنویس کرد است که آثاری در زمینۀ نقاشیخط خلق کرده‌است. وی دانش‌آموختۀ رشتۀ نقاشی در مقطع کارشناسی ارشد از دانشگاه هنر تهران است. وی هم‌اکنون در دانشگاه شریعتی تهران و چند مؤسسۀ آموزش عالی دیگر به تدریس نقاشی و خوشنویسی می‌پردازد. وی عضو انجمن هنرمندان نقاش ایران ،موسسه توسعه هنرهای تجسمی،عضو افتخاری هنرمندان بین المللی سیته پاریس، عضو انجمن خوشنویسان ایران،و هیئت تالیف کتب درسی است و همچنین در مسابقات و جشنواره‌های دانشجویان فنی حرفه‌ای سراسر کشور در سال ۱۳۸۹، جشنواره ملی تایپوگرافی امام رضا در سال‌های ۱۳۹۱ و ۱۳۹۲ و نیز در مسابقات خوارزمی به عنوان داور فعالیت کرده‌است.

## فعالیت‌های هنری
تاکنون در بیش از 15 نمایشگاه انفرادی و بیش از 100 نمایشگاه گروهی شرکت کرده است:
- گالری ضرابی، ۱۳۷۲.
- فرهنگسرای ابن سینا، ۱۳۷۹.
- نگارخانه دانشگاه شریعتی، ۱۳۸۴.
- گالری محجوبی، ۱۳۸۶.
- پاریس (سیته)، ۱۳۸۹.
- گالری امروز، ۱۳۸۹.
- کالری هور، ۱۳۹۰.
- موسسۀ فرهنگی اکو، ۱۳۹۱.
- اربیل (کردستان عراق)، ۱۳۹۱.
- سلیمانیه (کردستان عراق، ۱۳۹۲.

### کارگاه‌ها
- کارگاه نقاشی موزه هنرهای معاصر، شهریور ۱۳۸۶.
- کارگاه نقاشی موزه هنرهای معاصر، زمستان ۱۳۸۷.
- کارگاه نقاشی دانشکده شریعتی، ۱۳۸۷.
- کارگاه نقاشی دانشکده شریعتی، ۱۳۸۸.
- کارگاه نقاشی شهرداری منطقۀ ۵ تهران، ۱۳۹۰.
- کارگاه نقاشی شهرداری منطقۀ ۵ تهران، ۱۳۹۱.
- کارگاه نقاشیخط نگار خانه آیرین، ۱۳۹۱.[۲]

## دیدگاه‌ها دربارۀ نقاشیخط
خلیل کویکی در آثارش به مضامین عرفانی می‌پردازد و در بسیاری از تابلوهایش اشعار مولانا و حافظ را دستمایۀ کار خود قرار داده‌است. وی در رابطه با نقاشیخط و نیز آثار خود چنین می‌گوید:
هدف از نقاشیخط این بوده است که نقاشیخط خودش به سمت انتزاع برود و تلاشم این بوده است که آن زبان انتزاع که در نوشتار خط ایرانی وجود دارد به سمت مضامین هم بکشانم .
تلاش شده است که از شاکله خوشنویسی خارج شود به سمت شعور خوشنویسی حرکت کنم که برگرفته از فرهنگ غنی ایرانی است...

خوشنویسی عبارت است از پذیرفتن تقیداتی در نوشتار است یعنی وقتی که خوشنویسی می کنیم باید بدانیم که یکسری قوانین را باید رعایت کنیم.